# Miroslav Zavidović
Miroslav Zavidović, in serbo Мирослав Завидовић? (... – 1190), figlio di Zavida Vukanović principe di Zahumlje, nel 1163 divenne župan (жупан, "principe") delle terre del padre, come feudatario di suo fratello Tihomir, gran principe di Rascia.

## Il primo regno

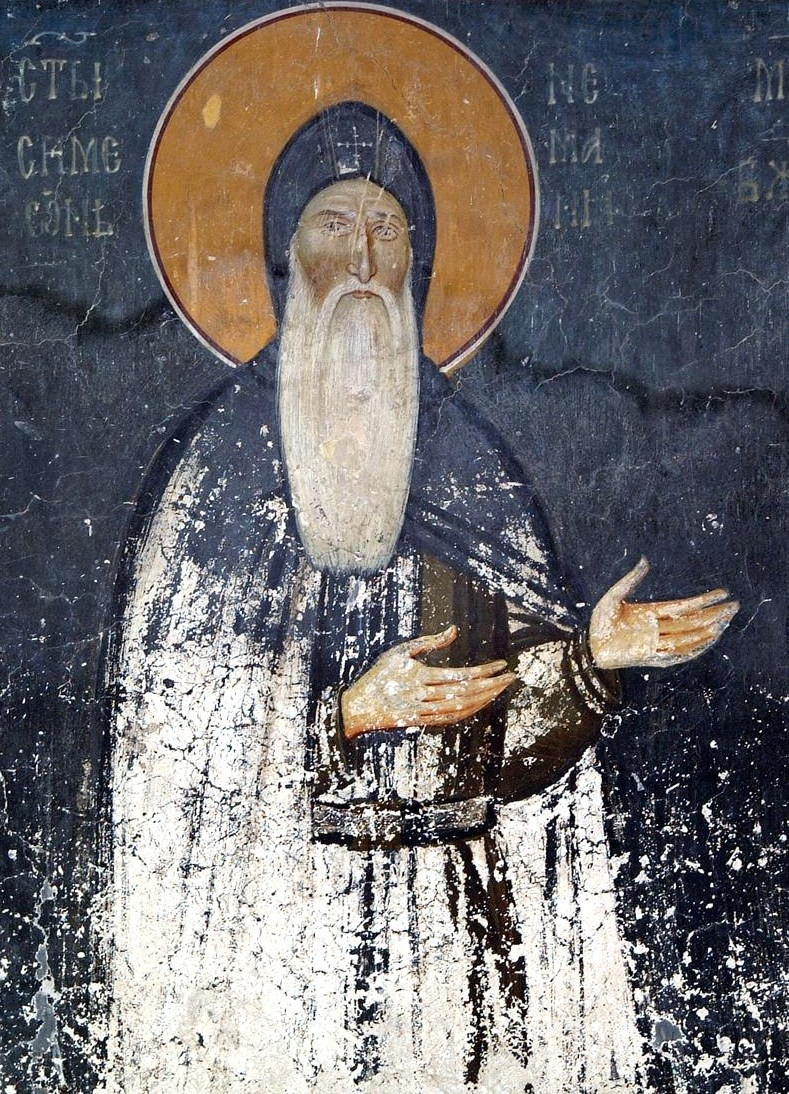
Stefano Nemanja

Un altro suo fratello, Nemanja governava la regione di Toplica e del fiume Ibar, sempre come feudatario di Tihomir. Nemanja, però non sopportava di essere suddito del gran principe di Rascia poiché aspirava egli stesso a quel titolo. Iniziò, quindi, a governare le sue terre in completa autonomia, senza tener conto della volontà di Tihomir, né di quella dello stesso Miroslav o dell'atro fratello, Stracimir che regnava sulla zona intorno alla Morava Occidentale. I tre fratelli, adirati per il poco rispetto che Nemanja portava loro, decisero di convocarlo a Ras, capitale della Rascia, e lo fecero arrestare. Nemanja, però, fuggì di prigione e nel 1166 raccolse un esercito con cui attaccò i suoi fratelli vincendoli. Si proclamò gran principe di Rascia e esiliò Tihomir, Stracimir e Miroslav. Tihomir morì, Miroslav e Stracimir chiesero aiuto all'imperatore bizantino Manuele I Comneno.

## Il secondo regno

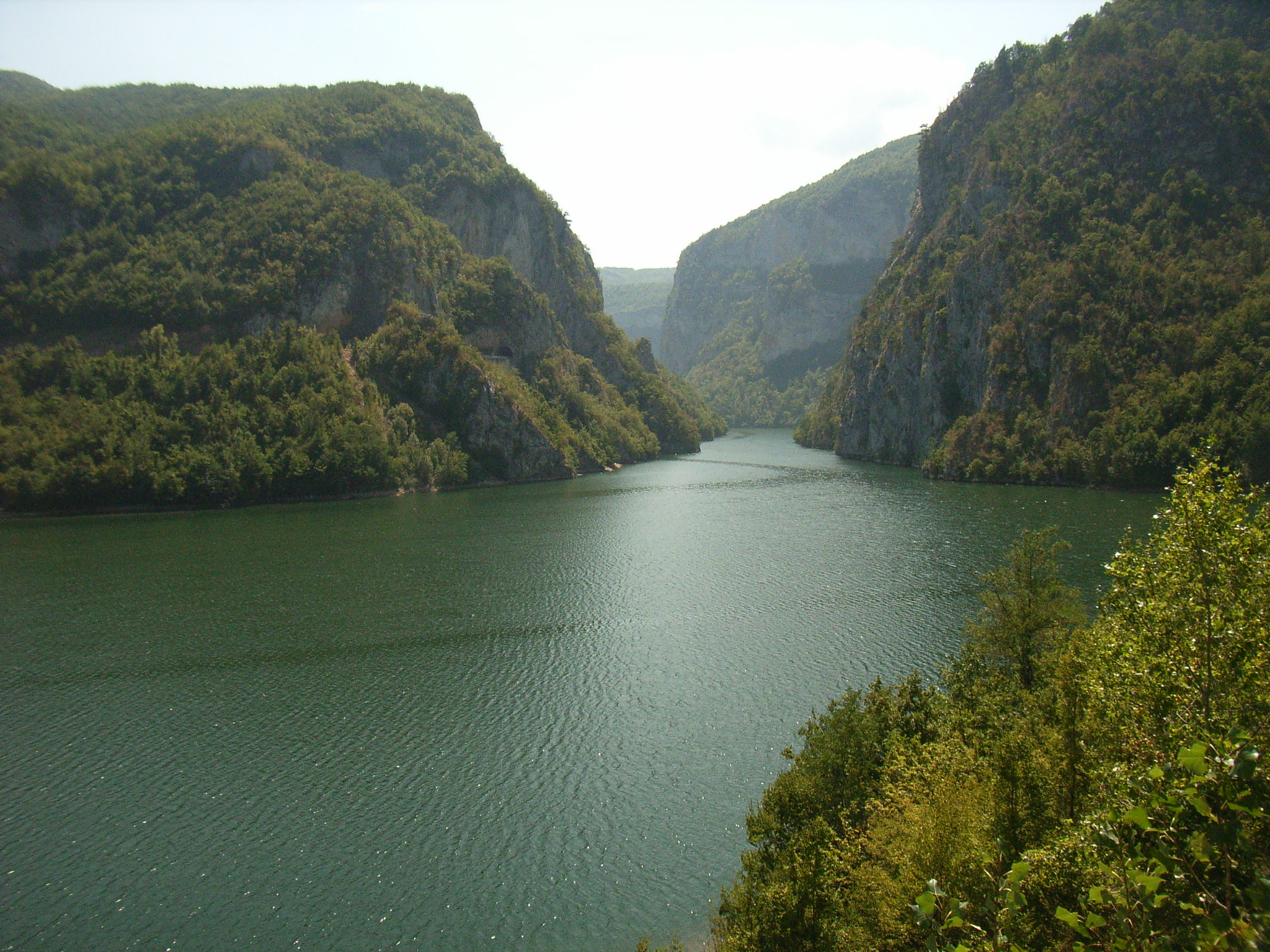
Foce del fiume Lim

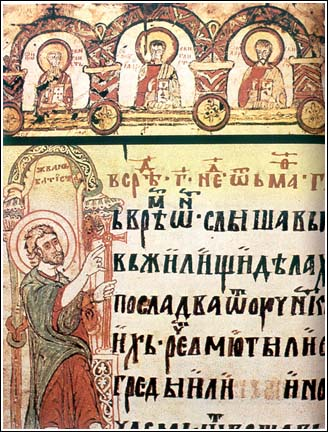
Una pagina del Vangelo di Miroslav

Nel 1172, Nemanja si alleò con la Repubblica di Venezia, il Regno d'Ungheria e il Sacro Romano Impero contro l'Impero bizantino di cui era vassallo. L'alleanza subì una pesante sconfitta e Nemanja fu fatto prigioniero e condotto a Costantinopoli. Nel 1176 ottenne il perdono imperiale e fu posto nuovamente sul trono di Rascia a patto che riaccogliesse i suoi fratelli restituendo loro i rispettivi domini. Così Miroslav ebbe la corona di gran principe di Zahumlje e si insediò nella città di Stagno.
Riacquistato il potere, Miroslav fece costruire un importante monastero, quello di San Pietro (Sveti Petar, Свети Петар), lungo il corso del fiume Lim dove fece redigere la prima edizione del Vangelo in lingua serba, il Vangelo di Miroslav. In linea con la politica di Nemanja nel resto della Serbia, favorì nei suoi domini la chiesa ortodossa a scapito di quella cattolica. Accolse e diede protezione ai membri della famiglia Kačić che avevano organizzato l'omicidio del vescovo di Spalato, s'impossessò dei beni della diocesi di Stagno, stabilì il divieto di costruire nuove chiese cattoliche e di formare nuovo clero latino nelle sue terre. Per questo motivo, nel 1181 fu scomunicato da papa Alessandro III, e il vescovo di Stagno abbandonò la sede episcopale che da allora restò vacante.

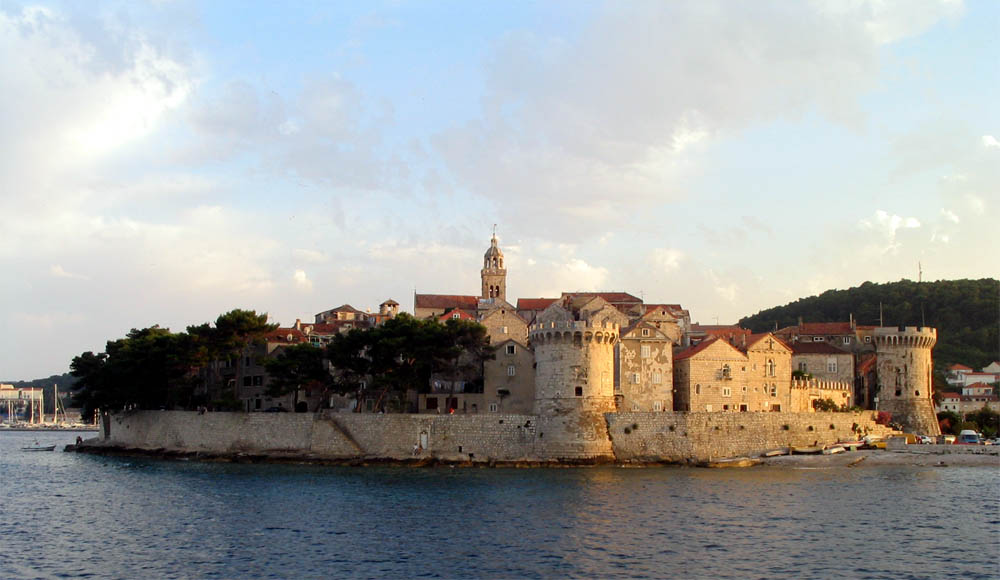
L'isola di Curzola

Si adoperò anche nelle relazioni diplomatiche con i vicini: in quest'ottica sposò la figlia del Bano di Bosnia Kulin creando una forte alleanza con la Bosnia. Aderì alla ripresa delle ostilità di Nemanja nei confronti dell'Impero bizantino, seguita alla morte di Manuele I Comneno, e intraprese, in questo frangente, alcune incursioni nelle terre slave confinanti non sottomesse al gran principato di Rascia. Così, nel 1184 decise di riprendere l'isola di Curzola alla Repubblica di Ragusa, ma la sua flotta fu devastata, e fu costretto a siglare una pace.
Nel 1189 il figlio di Miroslav, Toljen fu fatto sposare alla figlia di Bertoldo IV d'Andechs, l'emissario di Federico Barbarossa che stava portando le sue truppe in Terra santa per combattere la terza crociata, passando attraverso la Serbia. Questo matrimonio serviva a rinsaldare i rapporti con l'Imperatore tedesco al quale Nemanja aveva chiesto di tralasciare la liberazione di Gerusalemme per attaccare l'Impero bizantino. Miroslav morì nel 1190 e Nemanja pose sul trono di Zahumlje il proprio figlio Ratsko.